# Bedellia ipomoella
Bedellia ipomoella is een vlinder uit de familie van de venstermineermotten (Bedelliidae). De wetenschappelijke naam van de soort is voor het eerst geldig gepubliceerd in 1982 door Inoue et al..